# Jerejmentau (bergskedja i Kazakstan)
Jerejmentau (kazakiska: Ерейментау таулары: Jerejmentau taulary) är en bergskedja i Kazakstan. Den ligger i den centrala delen av landet, i provinserna (oblysy) Aqmola och Qaraghandy, 110 km öster om huvudstaden Astana. Närmsta ort är Jerejmentau.